# Lepthyphantes phallifer
Lepthyphantes phallifer là một loài nhện trong họ Linyphiidae.
Loài này thuộc chi Lepthyphantes. Lepthyphantes phallifer được Jean-Louis Fage miêu tả năm 1931.